# Daniel Márquez
Daniel Omar Márquez Palacios (ur. 18 stycznia 1986 w Guadalajarze) – meksykański piłkarz występujący najczęściej na pozycji środkowego napastnika. Od 2007 roku zawodnik Amériki, grającej w Primera División de México.

## Kariera klubowa
Márquez w wieku juniorskim występował w klubach takich jak La Piedad i Morelia Manzanillo. Obydwa zespoły grały w drugiej lidze. W 2007 roku został zawodnikiem pierwszoligowej Amériki. W meksykańskiej Primera División piłkarz zadebiutował 4 listopada 2007 w spotkaniu z Necaxą (1:0), kiedy to w 74 minucie zmienił Santiago Fernándeza. Swoją pierwszą bramkę w karierze Márquez strzelił 22 sierpnia 2009 przeciwko Cruz Azul - w 90 minucie wykorzystał podanie Pávela Pardo i ustalił wynik meczu na 3:2. Gola numer 1 w Copa Libertadores zawodnik strzelił w 2008 roku w meczu z Universidad San Martín.

### Statystyki klubowe
| Klub         | Sezon     | Kraj   | Rozgrywki        | Liga    | Liga | Play-offy | Play-offy |
| Klub         | Sezon     | Kraj   | Rozgrywki        | Występy | Gole | Występy   | Gole      |
| ------------ | --------- | ------ | ---------------- | ------- | ---- | --------- | --------- |
| Club América | 2009-2010 | Meksyk | Primera División | 21      | 5    | 4         | 0         |
| Club América | 2008-2009 | Meksyk | Primera División | 2       | 0    | -         | -         |
| Club América | 2007-2008 | Meksyk | Primera División | 7       | 0    | 1         | 0         |

Ostatnia aktualizacja: 12 czerwca 2010.

## Osiągnięcia

### América
- Pierwsze miejsce
  - InterLiga: 2008